# Michel Peyratout
Michel Peyratout est un bassiste et contrebassiste français, né le 12 septembre 1950 à Caudéran (Gironde), mort le 4 septembre 2015 à Paris.

## Biographie
Il a joué sur scène ou en studio pour ou avec Mireille Mathieu, Gilbert Bécaud, Mike Brant, Isabelle Aubret, Jean Ferrat, Charles Aznavour, Yves Montand, Hubert Rostaing, Juliette Gréco, François Rauber, Renaud, Pierre Perret, Henri Salvador, Nicole Croisille, Marcel Amont, Sacha Distel, Jean-Jacques Debout, Eddy Mitchell, Francis Cabrel, Guy Béart, Johnny Hallyday, Patricia Kaas, Catherine Le Forestier, Anne Sylvestre, T-Bone Walker, Manu Dibango, Hal Singer, Le Moulin-Rouge, Ray Charles, Eddy Louiss, Chet Baker, Ernesto Tito Pointes, Les Étoiles, Jorginho do Império, Eddy Martinez, Cats, Les Misérables, Hello Dolly, Chantons sous la pluie, Cabaret, Sept filles sept garçons (Lio), Champs-Élysées, Dimanche Martin, Tina Arena, Lambert Wilson, Julia Migenes-Johnson, Bruno Fontaine, Djamel Allam, Linda Dubois, Raphaël Sanchez, Marc Perrone, André Minvielle , Bernard Lubat, Lionel Suarez, Alan Stivell, Gilles Servat, Bruno Coulais, IAM, Khalil Chahine, Olivier Bloch-Laîné, Bernard Arcadio, l'orchestre national (Charles Dutoit), Camerata de l'Auxerrois, Hugo Crotti, l'orchestre philharmonique de la RATP, Marcel Azzola, Mieko Miyazaki, Kareen Claire, Marina Poydenot et bien d'autres…

## Discographie / filmographie /concerts (extraits)
- Olympia 78 - Nicole Croisille, 1978
- Paroles et Musique n°13 - Boris Santeff, 1979
- Chet Baker and the Boto Brazilian Quartet - Chet Baker, 1980
- Paul Mauriat Grand Orchestra - Paul Mauriat, 1980
- Y'a Pas D'Lézard - Imbert Moreau, 1981
- Chet Baker Meets Novos Tempos Group, Chet Baker, 1981
- Olympia 1981 - Yves Montand, 1981
- Terre des vivants : Bed an dud vew - Alan Stivell, 1981
- Octet - Eddy Louiss, 1982
- Le Même Nuage - Christian Daixant, éd. Disc-Syncope 1983
- Henri - Henri Salvador, EMI 1985
- Parking - Jacques Demy, 1985
- Paul Mauriat Grand Orchestra - Paul Mauriat, 1986
- Groupe Vol de Nuit, Raphaël Sanchez, 1988
- Cats (comédie musicale), Théâtre de Paris 1988-1990, Polydor 1989
- Palais des Congrès - Mireille Mathieu, 1990
- La Soirée des Enfoirés à l'Opéra 1992
- Sous le Ciel de Paris - Jean Dréjac, 1994
- Entre Nous - Louis Chedid, 1994
- Swinguer la Vie - Sacha Distel, 1995
- Paris-Provinces aller/retour - Renaud, 1995
- Renaud à la Mutualité - Renaud, 1995
- Passez la Monnaie - Denis Tuveri, Le Chant du monde, 1997
- Marc Perrone Quartet- Marc Perrone, 1997
- Sept filles, sept garçons - Lio (Folies Bergère), 1999
- Himalaya : L'Enfance d'un chef - Bruno Coulais, 1999
- Le Mot de Passe - Patricia Kaas, Columbia 1999
- Belle-maman, 1999
- Les Rivières pourpres - Bruno Coulais, 2000
- Comme un aimant - Akhenaton, Kamel Saleh, 2000
- Live Bercy 2000 - Eddy Mitchell, 2000
- Le Peuple migrateur - Bruno Coulais, 2001
- Chantons sous la pluie - Molière du meilleur spectacle musical, 2001
- Du Rire aux larmes, Sniper - Aketo, EMI 2001
- Black Album - Akhenaton, 2002
- Gilles Gambus Quintet Japan tour[9],[10] - Gilles Gambus, 2003
- Revoir un printemps - IAM, 2003
- Les Chemins du vent - Anne Sylvestre, 2003
- JustA7 Band, Jean-Jacques Justafré, 2004
- Son éphémère Passion - Marc Perrone, éd. Rue bleue, 2004
- Festival d'Estiu de Barcelona - Henri Salvador, 2004
- Le Manège enchanté - Mark Thomas, 2005
- Un Autre Univers - Tina Arena, Columbia 2005
- Khalil Chahine et le trio Huit et demi avec Nicolas Filiatreau, 2006
- Le Plaisir des Dieux - Pierre Perret, éd. Adèle, 2007
- Les P'tites Chansons de Marc Perrone - Marc Perrone, éd. Rue bleue, 2007
- L'Air du Temps - Bruno Joubrel, 2008
- Noun - Khalil Chahine, 2009
- The Best & Le Meilleur - Tina Arena, 2009
- Libre comme l'Art - Marina Poydenot, 2010
- Annonciation(s), Chartres - Marina Poydenot, 2013
- La Fête à Marco - Marc Perrone, 2013
- Olympia[11] - Linda Dubois, 2014